# Американская лига
Американская лига (англ. American League, АЛ) — одна из двух лиг, составляющих Главную лигу бейсбола в США и Канаде. Лига образовалась в 1885 году как второстепенная (minor league) Западная лига(en). В 1901 году она официально получила статус главной лиги и сейчас состоит из 15 команд. В конце каждого сезона четыре лучшие команды играют в плей-офф, где они определяют победителя Американской лиги. Эта команда получает право сыграть в Мировой серии против победителя Национальной лиги (НЛ). Единственными значимым различием между двумя лигами является правило «Назначенного отбивающего», введённое в 1973 году и действующее только в АЛ. Назначенный отбивающий (хиттер) — это один из игроков команды, не играющий в поле, но которого команда использует для выхода к бите (обычно вместо питчера).
После расширения 1969 года лига была разделена на 2 дивизиона — Запад и Восток. Начиная с сезона 1994 года в лигу добавился третий дивизион — Центр. Победители этих дивизионов и ещё одна команда с лучшим показателем побед и поражений среди вторых мест (она получает Wild-Card, введённый в этом же сезоне) попадали в плей-офф. По окончании сезона 2006 года самой успешной командой в АЛ является «Нью-Йорк Янкис», выигрывавшей звание чемпиона лиги 40 раз. За ней идут «Окленд Атлетикс» (15), «Бостон Ред Сокс» (13) и «Детройт Тайгерс» (10). К тому же «Янкис» больше всех раз выигрывали Мировую серию — 27 раз.